# 72 Ophiuchi
72 Ophiuchi è una stella nella costellazione di Ofiuco, di magnitudine apparente 3,72. È la decima stella più luminosa della sua costellazione e la più brillante priva di una designazione di Bayer. Dista 87 anni luce dal sistema solare.

## Caratteristiche fisiche
72 Ophiuchi è una subgigante bianca di tipo spettrale A4IVs. Con una temperatura effettiva di 8260 K, è circa 20 volte più luminosa del Sole e possiede un raggio 1,9 volte superiore a quello solare. Gira su se stessa a una velocità uguale o superiore a 65 km/s. La sua età stimata è di 340 milioni di anni.
La composizione chimica di 72 Ophiuchi è diversa rispetto al Sole; da un lato, mostra una relativa abbondanza di ferro, leggermente superiore a quella del Sole ([Fe / H] = 0,09), ma alcuni elementi sono molto più abbondanti di quanto non siano nel Sole. In particolare, ittrio e sodio sono quasi tre volte più abbondanti che nella nostra stella ([Na / H ] = 0,46). Per contro, il contenuto di cromo è paragonabile a quello presente nel Sole.
72 Ophiuchi sembra avere due compagne stellari; la prima, più debole di 5,2 magnitudini rispetto alla principale, è separata visivamente di 24,83 secondi d'arco. La seconda compagna, ancor più debole, si trova a 24,20 secondi d'arco.